# Listă de companii din Franța

## A
- Accor
- AGF
- Air France-KLM
- Air Liquide
- Alcatel-Lucent
- Alstom
- Arcelor-Mittal
- Areva
- Atos Origin
- AXA

## B
- BIC
- BNP Paribas
- Bouygues
- Balmain

## C-D
- Canal+
- Capgemini
- Carrefour
- Christian Dior
- Crédit Agricole
- Danone
- Dassault Group
- Dexia

## E-K
- EADS
- Électricité de France (EDF)
- Essilor
- France Telecom
  - Orange
- JCDecaux

## L-Q
- Lafarge
- Lagardère Group
- L'Oréal
- Louis Vuitton Moet Hennessy
- Michelin
- Pernod Ricard
- PPR
- PSA Peugeot Citroën, care deține:
  - Citroën
  - Peugeot
- Publicis

## R-S
- Renault
- Saint-Gobain
- Sanofi-Aventis
- Schneider Electric
- Société Générale
- Sodexho
- STMicroelectronics
- SUEZ

## T-V
- TF1 Group
- Thales Group
- Thomson SA
- Total
- Ubisoft
- Unibail-Rodamco
- Veolia Environnement
- VINCI
- Vivendi

## Companii care nu mai există
Companii care au fuzionat, și-au schimbat denumirea sau au dispărut:
- Aéropostale
- Aérospatiale-Matra
- Aventis - parte a Sanofi-Aventis
- Banque de l'Indochine - parte a Crédit Agricole
- Elf Aquitaine - parte a Total
- Genset - parte a Serono
- Matra, parte a Lagardere
- Matra Marconi Space, acum EADS Astrium
- Sanofi-Synthélabo - parte a Sanofi-Aventis
- Vivendi